# 81-мм міномет ML 3 inch
81-мм міномет ML 3 inch або загальновживана назва 3-дюймовий піхотний міномет (англ. Ordnance ML 3 inch) — британський піхотний міномет періоду Другої світової війни.

## Історія
З березня 1917 року британська армія почала використовувати в боях перші 3-х дюймові (76,2 мм) міномети, так звані «міномети Стокса». Ця модель залишалася на озброєнні протягом багатьох років і після Першої світової війни. Базуючись на багатому досвіді траншейної війни британці наполягали на створенні надійного та невимогливого піхотного міномету, який задовольняв би потреби лінійний підрозділів на передньому краї. Фахівці та інженери пропонували забезпечити ці формування цілими мінометними батареями. Однак, у післявоєнні роки економіка Великої Британії відчувала значних труднощів і видатки на фінансування військових програм були значно скорочені.
На початку 1930-х років британське керівництво прийняло на озброєнні бойових частин у ролі стандартної зброї вогневої підтримки піхоти модернізований варіант міномету Першої світової війни з привласненням йому позначення англ. «Ordnance, ML Mortar, 3 inch Mk II». Модернізований варіант Mk II мав безліч відмінностей від оригінального міномета Mk I часів Першої світової війни. Особливо це стосувалося боєприпасів, при створенні яких враховувалися нововведення, запроваджені французькою компанією «Брандт». Разом з цим, цей міномет залишався на озброєнні британської армії доволі тривалий час, у тому числі протягом усієї Другої світової війни.
Незважаючи на непогані тактико-технічні характеристики 81-мм міномет ML 3 inch поступався в дальності ведення ефективного вогню німецькому міномету 81-мм міномет s.G.W.34. Тільки до 1942 року шляхом поліпшення якості нових боєприпасів британським спеціалістам вдалося збільшити дальність стрільби з 1 600 ярдів до 2 800 ярдів. У 1943 році міномет отримав нові удосконалені ствол, опорну плиту та приціли.
Міни використовували в основному осколкові і димові, хоча були розроблені і боєприпаси інших типів, наприклад, освітлювальні міни. Мінімальна дальність стрільби становила 115 м, що було дуже корисно в ближньому бою. Завдяки тому, що міномет мав діаметр у 81 мм, це дозволило британцям використовувати трофейні міни від італійських 81-мм мінометів, захоплених в Північній Африці під час Другої світової війни.
3-дюймовий міномет ніколи не користувався у військах такою повагою, як інші зразки того часу. Однак, після усунення первинних недоліків зброї ML 3 inch показав себе досить непогано і залишався на озброєнні британської армії аж до 1960-х років, доки у війська не надійшов 81-мм міномет L16. В арміях деяких малих країн Британської співдружності ці міномети перебували ще тривалий час у строю.

## Галерея

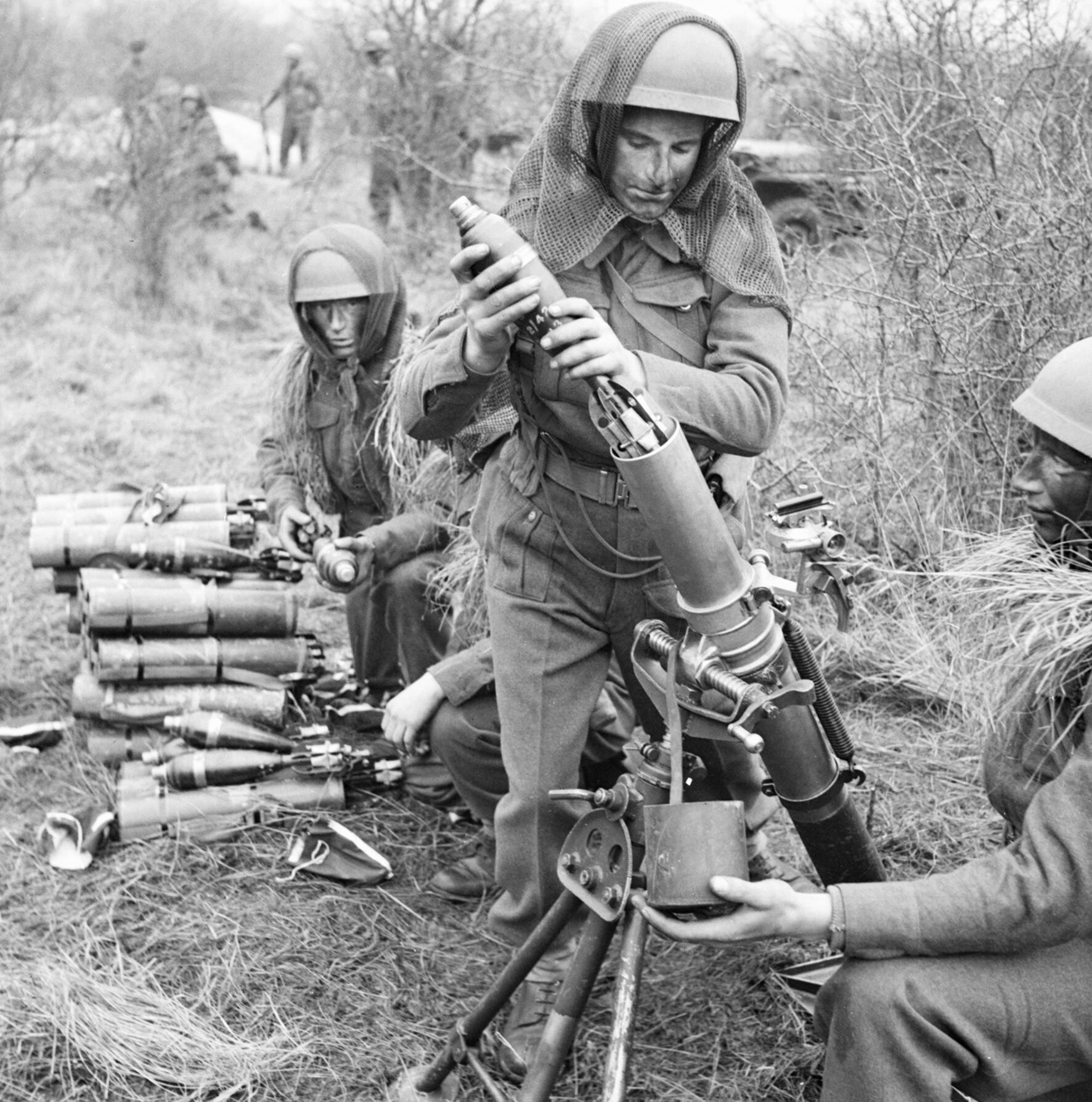
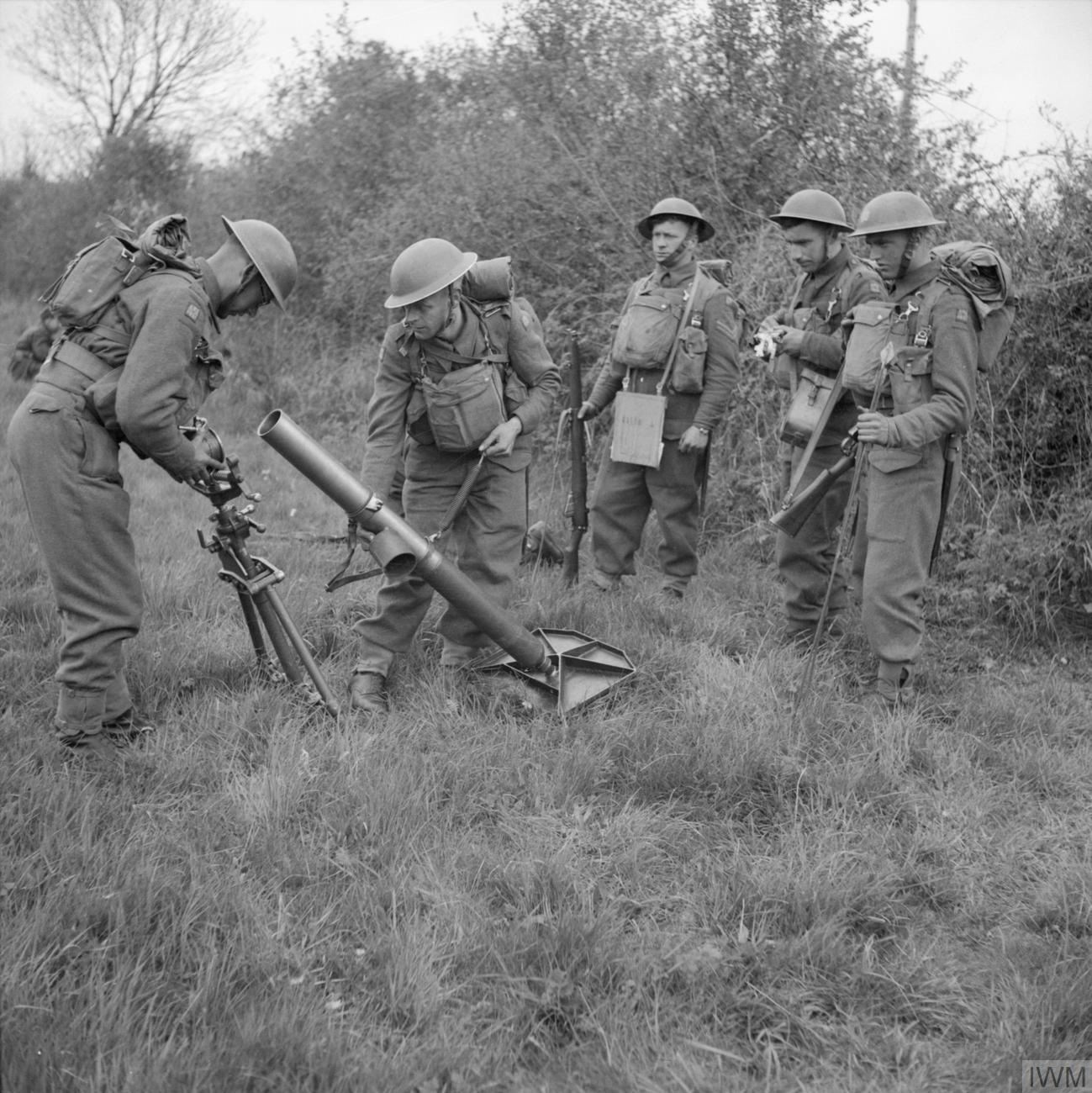
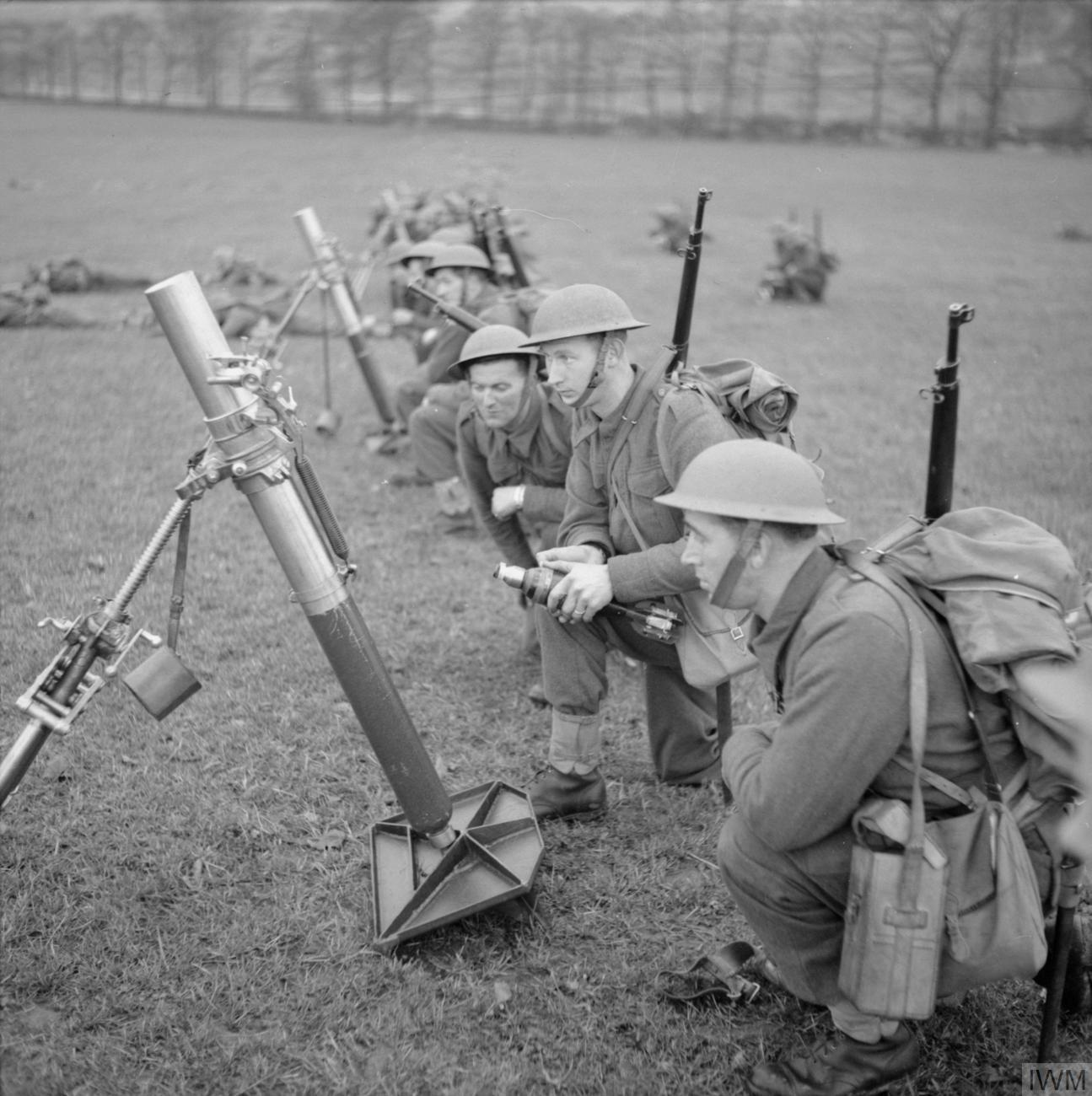
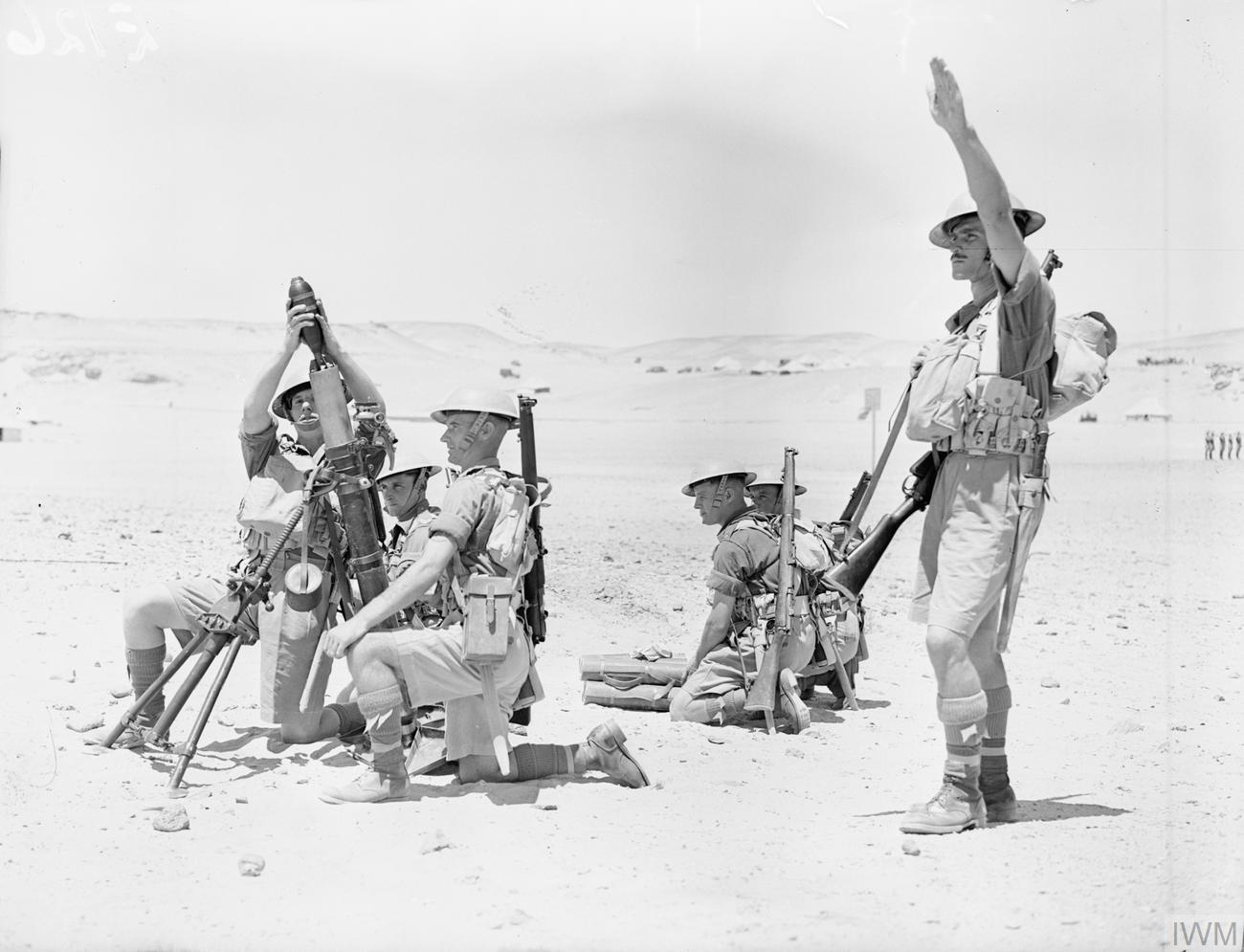
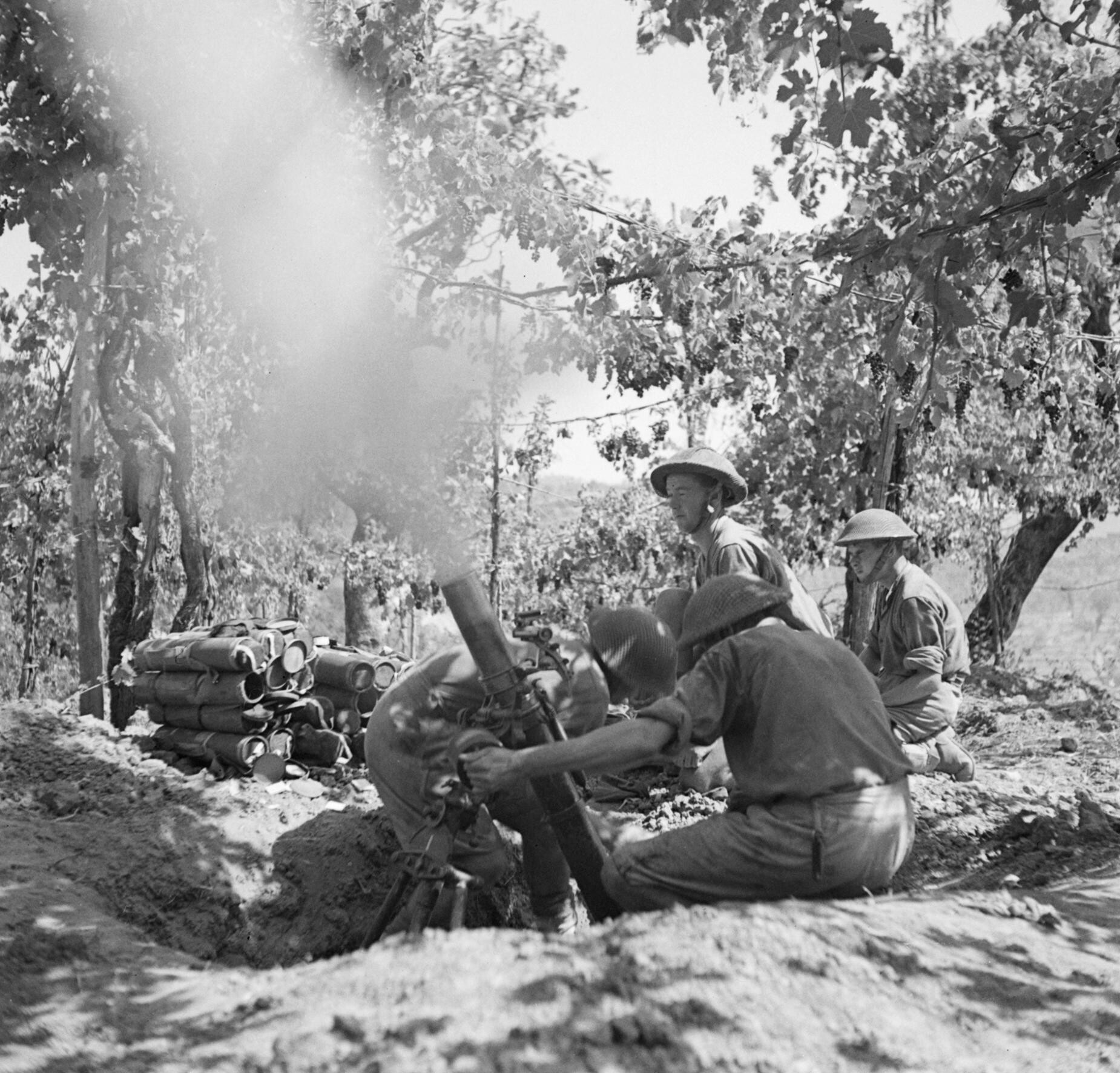
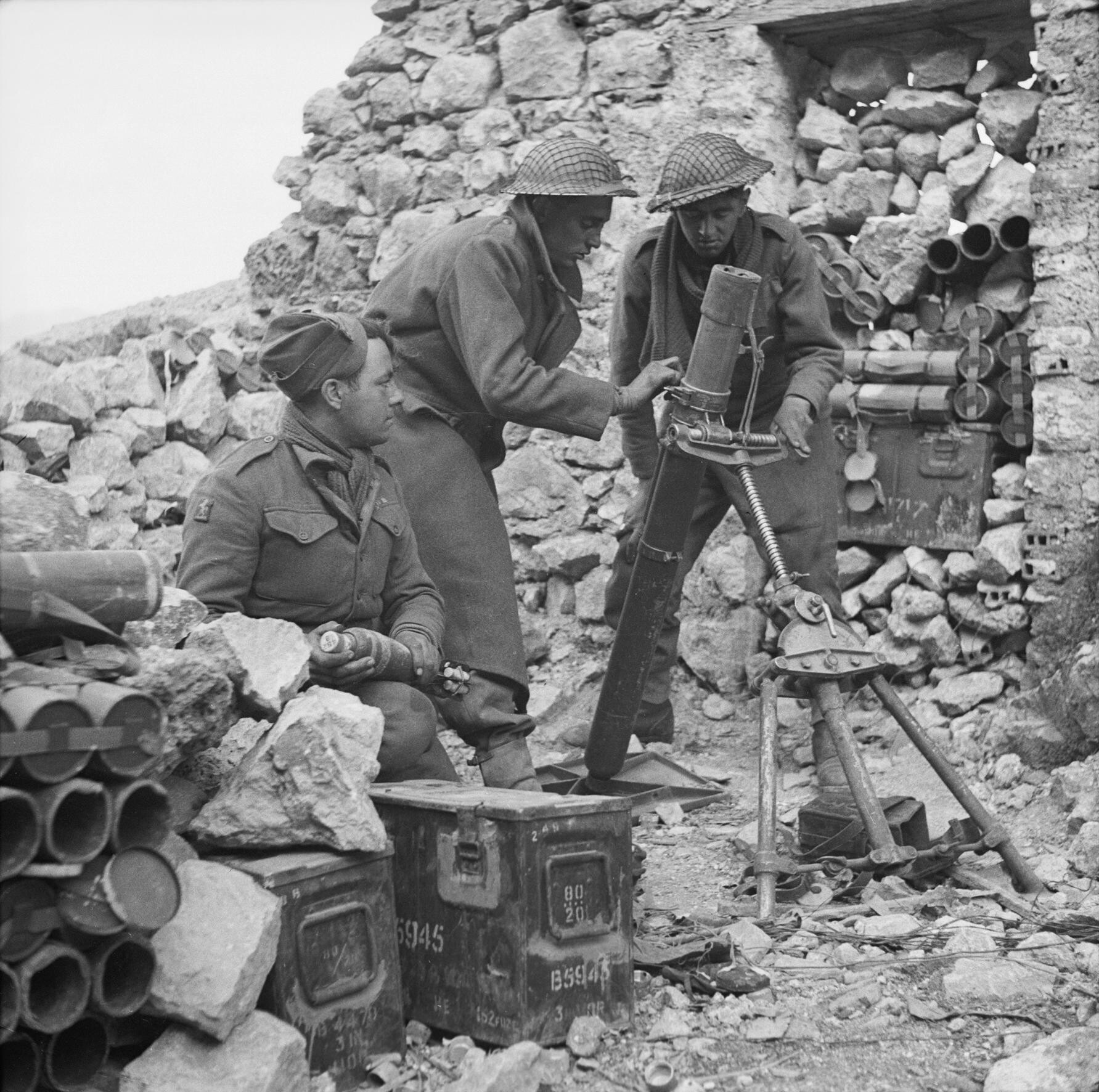
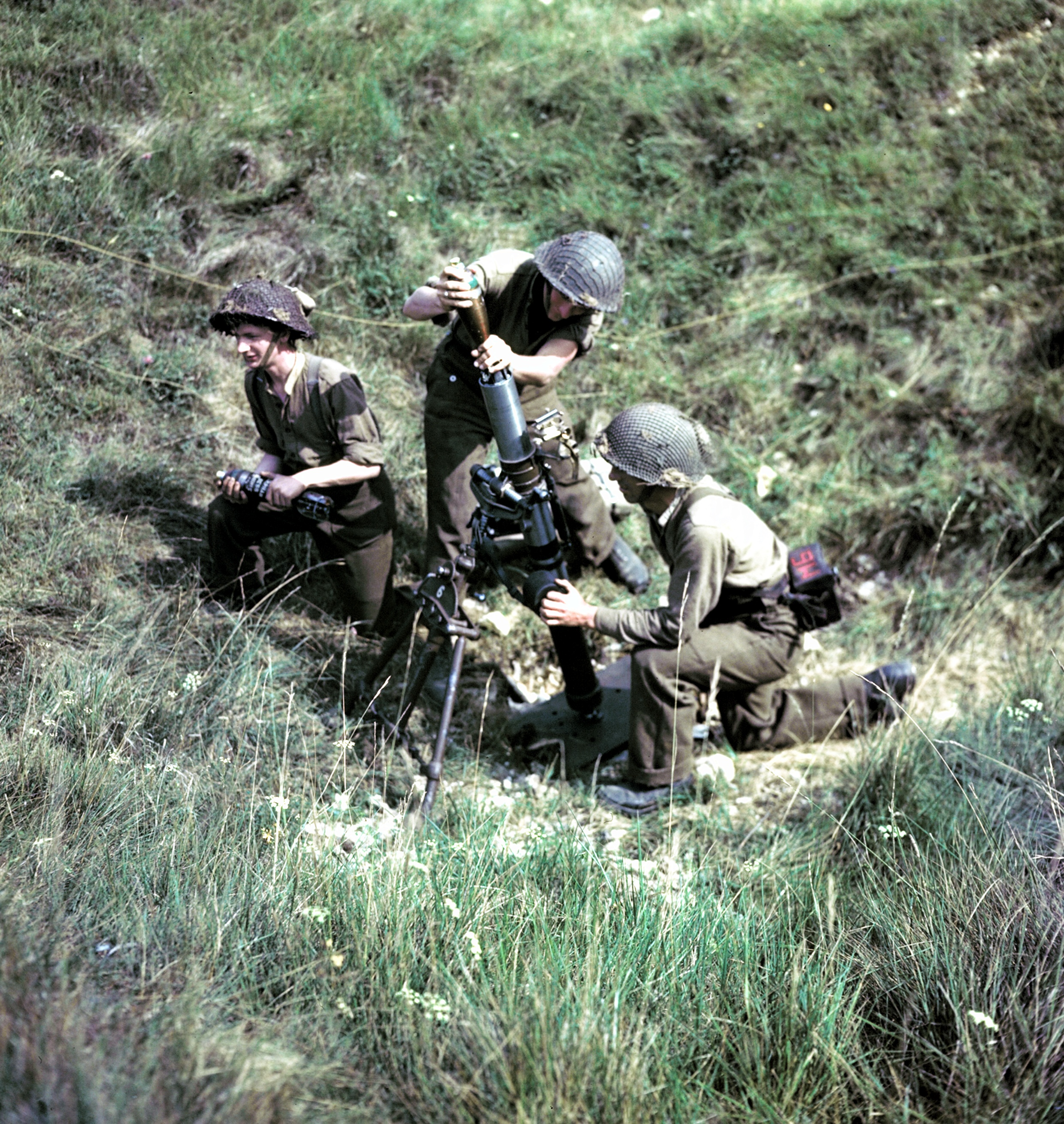